# 黒田滝子
黒田 滝子（くろだ たきこ、1863年9月27日〈文久3年8月15日〉- 1904年〈明治37年〉）は、日本の第2代内閣総理大臣である黒田清隆の妻（内閣総理大臣夫人）。

## 経歴
1863年（文久3年）、江戸の材木商である丸山伝右衛門の娘として生まれる。
1880年（明治13年）12月10日、滝子が18歳のときに、当時、前妻の清と死別していた41歳の黒田清隆と安田定則を仲人に結婚。1888年（明治21年）から1889年（明治22年）までは夫の清隆が内閣総理大臣に就任し、滝子も献身的に夫を支えた。
1904年（明治37年）、死去。（男女関係の）スキャンダルを起こして黒田家から除籍されたことが新聞報道され、その後施料病院で亡くなったと伝えられている。

## 家族

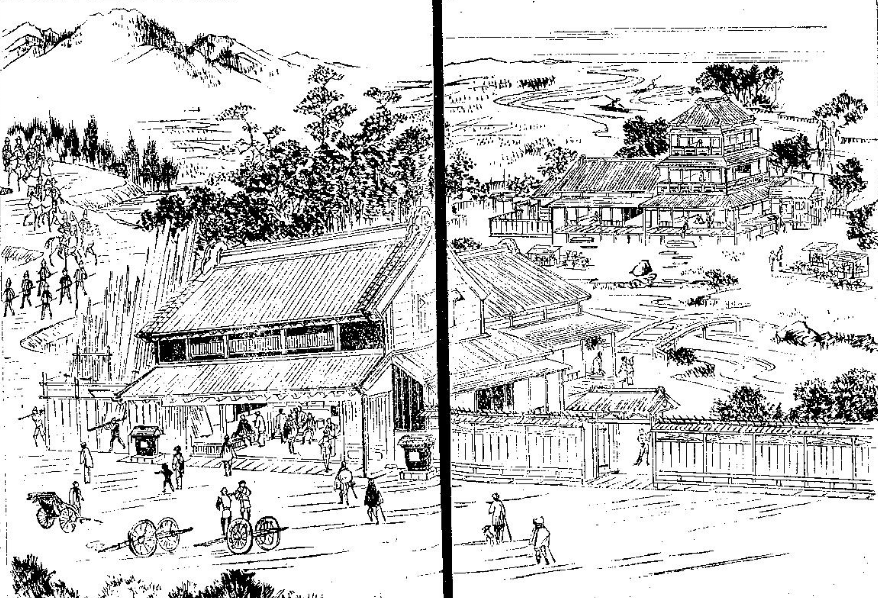
信濃伝

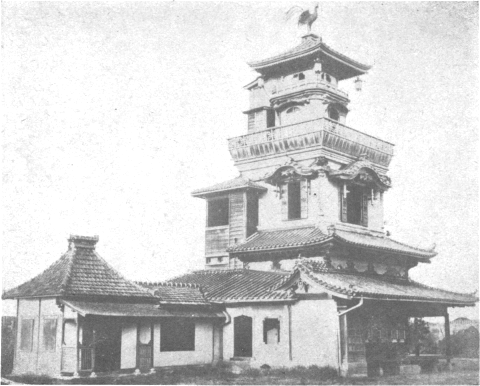
信濃伝楼閣。のち花やしきへ移築

父親の丸山伝右衛門は上野国（現・群馬県）の元博徒で、仲間内の頭となり「長脇差鬼伝児」の異名を誇っていたが、堅気になるを決心し、知り合いの豪商のもとで奉公を始め、主家の支援を受けて竪川 (東京都)筋の本所五ノ橋（現・江東区亀戸6丁目）で材木商「信濃屋」を開いた。幕府の御用となり商いは成功し、「信濃伝」と通称されて、江戸市中の材木相場を動かすほどの大店に成長した。信濃伝の成功のひとつには、当時、上毛から江戸へ木材を運ぶ際、河岸に引っかかって止まっている木は地元の博徒が勝手に引き上げて金にし、咎める者あれば腕力で脅すというのが慣習化しており、それが材木商の損益となっていたが、伝右衛門の場合は、博徒出身という仲間意識から、博徒らも信濃伝の焼き印のある木材には一切手を付けなかったためと言われている。
伝右衛門は木場に豪華な邸宅を持ち、明治12年ごろには邸内に五層の楼閣を建設して評判となり、明治天皇が習志野臨幸の際に立ち寄るほどであったが、明治18年に破産した。同じ木場の材木商の子・山本笑月（長谷川如是閑の兄）によると、あまりの豪奢に黒田清隆がつむじを曲げ、かつ一切御用も止まり、それ以来左前となってついに借金王と呼ばれるほどの境遇となったという。庭の高層楼閣は笑月の父親・山本金蔵が引き取り、明治20年(1887年)に浅草花やしきに移築して「奥山閣」と名付けて公開し、浅草十二階（凌雲閣）とならぶ高層建築として評判をとったが、関東大震災で焼失した。

## 演じた人
- 佐久間良子 - TBS「妻たちの鹿鳴館」（1988/10/8）
- 黒木瞳 - NHK 水曜シリーズドラマ「夜会の果て」（1997/09/10～1997/10/15）脚本ジェームス三木[10]